# William Hahne
William Eric Viking Hahne, född 19 april 1992 i Råsunda församling, Stockholms län, är en svensk före detta politiker. Från november 2014 till februari 2018 var Hahne ledamot av Stockholms kommunfullmäktige för Sverigedemokraterna och mellan 2018 och 2020 vice partiledare för Alternativ för Sverige.
Hahne var vice förbundsordförande för Sverigedemokratisk Ungdom (SDU) mellan september 2011 och september 2015.

## Politisk karriär
Hahne anställdes 2010 som pressekreterare för Sverigedemokraterna i Sveriges riksdag men lämnade posten 2012, enligt många på grund av en uppmärksammad debattartikel i Aftonbladet tillsammans med Gustav Kasselstrand där ungdomsförbundet tog ställning mot moderpartiet i Israel-Palestina-konflikten. I november 2012 uppmärksammades Hahne och Kasselstrand återigen i en debattartikel, denna gång i Dagens Nyheter där de kritiserade moderpartiet för behandlingen av Erik Almqvist efter den så kallade "Järnrörsskandalen".
Han valdes den 1 mars 2015 till distriktsordförande för Sverigedemokraterna Stockholms stad, vilket blev kulmen på en lång och infekterad strid som sedermera slutade med att Hahne och Kasselstrand den 27 april uteslöts ur Sverigedemokraterna. Hahne var också distriktsordförande för Sverigedemokratisk ungdom i Stockholm mellan 2011 och 2013.
År 2018 blev William Hahne vice partiledare i Alternativ för Sverige. I mars 2020 lämnade han alla sina politiska uppdrag för partiet; detta efter att han i media uppmärksammats för att sälja munskydd till ett 759 % högre pris än normalt under COVID-19-pandemin.

## Militärtjänstgöring
Hahne genomförde sin militära grundutbildning 2012 på Livregementets husarer. Hahne arbetar sedan dess som luftburen jägare med befattning som gruppbefäl på samma förband. Hahne innehar graden sergeant och är även utbildad fallskärmsjägare.